# سو ساينت ماري (أونتاريو)
سولت سانت ماري، أونتاريو (بالإنجليزية: Sault Ste. Marie)‏ هي مدينة كندية تقع في مقاطعة أونتاريو. تبلغ مساحة هذه المدينة 221.7132 (كم²)، ويبلغ عدد سكانها 74948 نسمة حسب إحصاء سنة 2006 م، بينما كان يسكنها 74566 نسمة في سنة 2001 م. تحتل هذه المدينة المرتبة رقم 66 بين مدن كندا حسب عدد السكان والمرتبة رقم 30 في المقاطعة. نما عدد السكان في هذه المدينة بنسبة (0.5) بين العامين المذكورين.

## توأمة
لسو ساينت ماري (أونتاريو) اتفاقيات توأمة مع كل من:
- مايا
- كوزنسا
- كراسنويارسك (2002 - )

## أعلام
- براد جاكوبس
- روبرت آدم ليون
- تشارلز نابير سميث
- توني ايسبوسيتو
- روبرتا بوندار
- ليلى كيدروفا
- رون فرنسيس
- فيل ايسبوسيتو
- ريمون سمايلي
- راسيل رامزي

## وصلات خارجية
- الأطلس الحكومي لكندا
- إحصاءات كندا مع ساعة تعداد السكان